# Westcott, Surrey
Westcott är en by i Surrey i England. Byn ligger 14,4 km 
från Guildford. Orten har 1 869 invånare (2001). Byn nämndes i Domedagsboken (Domesday Book) år 1086, och kallades då Wescote.